# Knippa
Knippa – jednostka osadnicza w Stanach Zjednoczonych, w stanie Teksas, w hrabstwie Uvalde.